# Brawn GP
Brawn GP Ltd. je nekdanje angleško moštvo Formule 1, ki je nastopalo le v sezoni 2009 in osvojilo naslov konstruktorskega prvaka.
Moštvo je nastalo po tem, ko so pri japonskem moštvu Honda konec leta 2008 sporočili, da v sezoni 2009 ne bodo nastopali v Formuli 1. Moštvo Honda je kmalu zatem menedžersko odkupil Ross Brawn, ki je bil tudi direktor novega moštva, tehnični direktor pa je bil Japonec Šuhej Nakamoto. Prav tako so pri Brawnu zadržali Hondina dirkača, Jensona Buttona in Rubensa Barrichella, in večino ostalega osebja, a je moštvo tekmovalo s šasijo Brawn BGP 001 lastne izdelave in motorjem Mercedes FO 108W. Nepričakovano je osvojilo dvojno krono, Button je s šestimi zmagami na prvih sedmih dirkah in še tremi uvrstitvami na stopničke osvojil dirkaški naslov, Barrichello pa je z dvema zmagama in še štirimi uvrstitvami na stopničke moštvu pomagal še do konstruktorskega naslova. 
Novembra 2009 je moštvo kupil dobavitelj motorjev Mercedes, ki si je na ta način za sezono 2010 ustvaril tovarniško moštvo v Formuli 1.  

## Zgodovina
Tyrrell Racing → British American Racing → Honda Racing F1 → Brawn GP → Mercedes-Benz

## Rezultati
(legenda) (odebeljene dirke pomenijo najboljši štartni položaj)
| Leto | Šasija        | Motor                 | Gume | Dirkača            | 1   | 2   | 3   | 4   | 5   | 6   | 7   | 8  | 9   | 10  | 11 | 12  | 13  | 14  | 15  | 16  | 17  | Toč | Prv. |
| ---- | ------------- | --------------------- | ---- | ------------------ | --- | --- | --- | --- | --- | --- | --- | -- | --- | --- | -- | --- | --- | --- | --- | --- | --- | --- | ---- |
| 2009 | Brawn BGP 001 | Mercedes-Benz FO 108W | B    |                    | AVS | MAL | KIT | BAH | ŠPA | MON | TUR | VB | NEM | MAD | EU | BEL | ITA | SIN | JAP | BRA | ABU | 172 | 1.   |
| 2009 | Brawn BGP 001 | Mercedes-Benz FO 108W | B    | Jenson Button      | 1   | 1   | 3   | 1   | 1   | 1   | 1   | 6  | 5   | 7   | 7  | Ret | 2   | 5   | 8   | 5   | 3   | 172 | 1.   |
| 2009 | Brawn BGP 001 | Mercedes-Benz FO 108W | B    | Rubens Barrichello | 2   | 5   | 4   | 5   | 2   | 2   | Ret | 3  | 6   | 10  | 1  | 7   | 1   | 6   | 7   | 8   | 4   | 172 | 1.   |